# Petefészek
A női ivarmirigy, a petefészek (ovarium) páros szerv, a  nemi érettség bekövetkeztéig nyugalomban van, ekkor a hipotalamo-hipofízeális rendszer serkentő  gonadotróp hormonjainak (FSH, LH) hatására működni kezd, és női ivarsejteket (petesejt, ovum, oocyta, ovocyta), valamint tüszőhormont és sárgatesthormont termelő belső elválasztású mirigy. Működése kb. 28 napos ciklusonként változik. Lásd: Menstruációs és ovarialis ciklus. Működése a változó korral megszűnik, állománya sorvad (menopausa).

## Anatómiája
Mandula nagyságú képződmények a méh két oldalából nyíló petevezetékek végénél a kismedencében, a széles méhszalag hátsó lemezéhez hashártya-kettőzettel rögzítetten, a közös csípőverőér oszlási szögletében helyezkednek el. Felső és alsó pólusuk, valamint szabad és hashártya-kettőzeti szélük, és ezek között mérsékelt ellapultságuknak megfelelően két (medialis és lateralis) felszínük van. Mögöttük haladnak el a húgyvezetékek (ureter). Az alsó pólusaikat méhtest tubaszögletéhez szalagszerű kötőszövetes köteg (ligamentum ovarii proprium) rögzítik. Felső pólusaikat egy kis szalag rögzíti a medencefalhoz (ligamentum suspensorium ovarii), ebben futnak fő erei. Felső pólusukra ráborul a méhkürt rojtos szélű, tölcsérszerű tágulata (infundibulum).

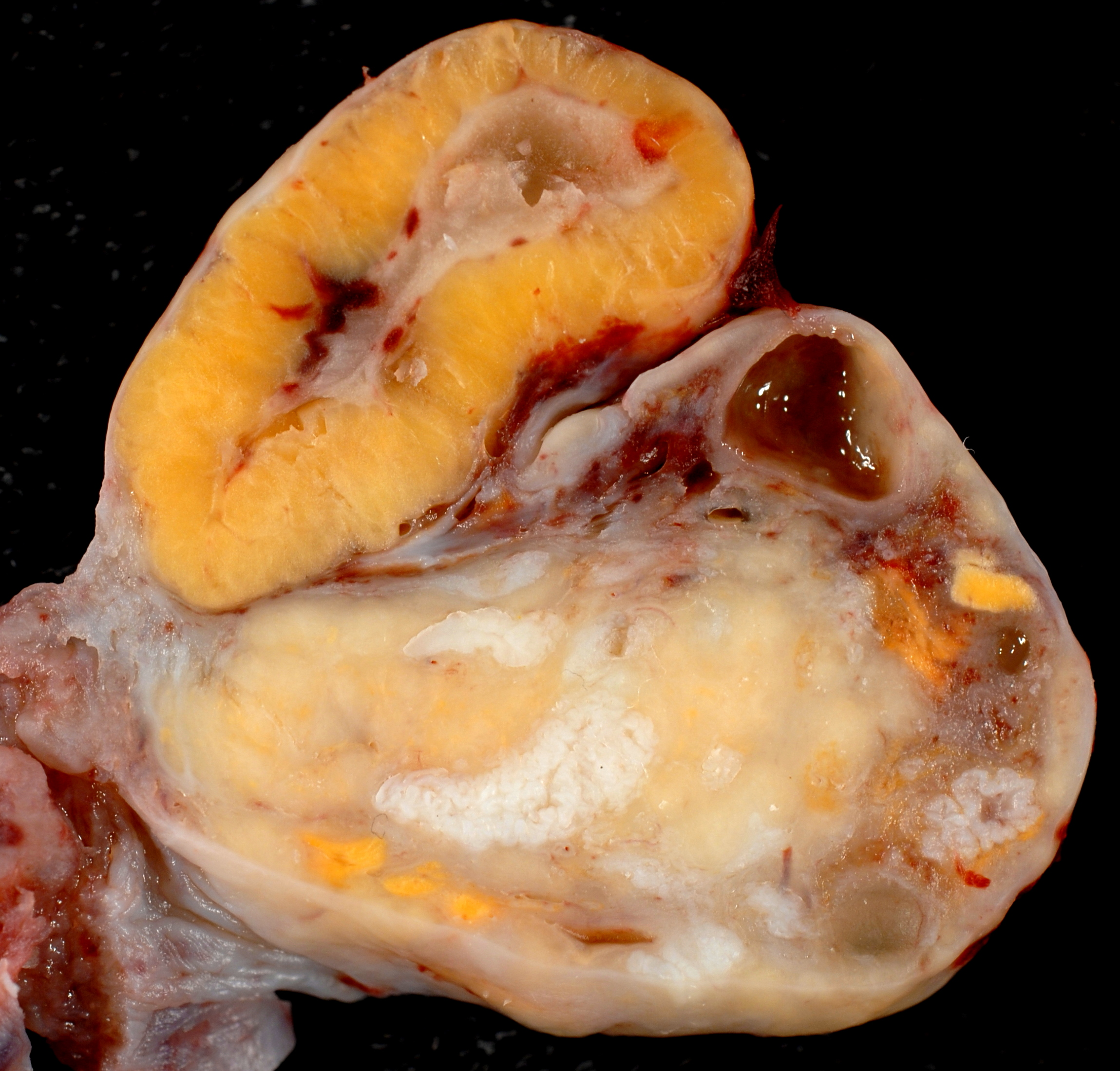
Emberi ovarium átmetszete egy teljesen kifejlett sárgatesttel (közeli fénykép)

## Szöveti szerkezete
Alapállományát sejtdús kötőszövet képezi, ebbe ágyazva különböző érettségű tüszők láthatók. Megkülönböztethető egy belső főleg érfonatokat tartalmazó lazább velő-, és egy tömöttebb külső – tüszőket  tartalmazó – kéregállomány. Ezek a tüszők termelik érésük során a tüszőhormont, majd a tüszőrepedés (ovuláció) - a petesejt kiszabadulása után - sárgatestté alakulva a sárgatesthormont. Ha a petesejt megtermékenyült, a sárgatest tovább nagyobbodik (terhességi sárgatest) és a terhesség első három hónapjában az általa  termelt sárgatest-hormon biztosítja méhnyálkahártya fennmaradását és továbbfejlődését (ez a hullóhártya, decidua), ezzel  a megtermékenyült pete méhen belüli beágyazódását és táplálását. Később a sárgatest szerepét a méhlepény veszi át. Ha nem következik be megtermékenyülés, akkor a méhfal nyálkahártyájának funkcionális rétege leválik és távozik a szervezetből. Lásd: menstruáció. A sárgatestek minden ciklus végén tönkremennek és fehér heges testté (corpus albicans) alakulnak. A petefészkek felszínét nem fedi hashártya, hanem köbhám borítja. Felszínük kezdetben sima, majd a sárgatestek elhegesedése miatti behúzódások miatt mindinkább egyenetlenné válik.

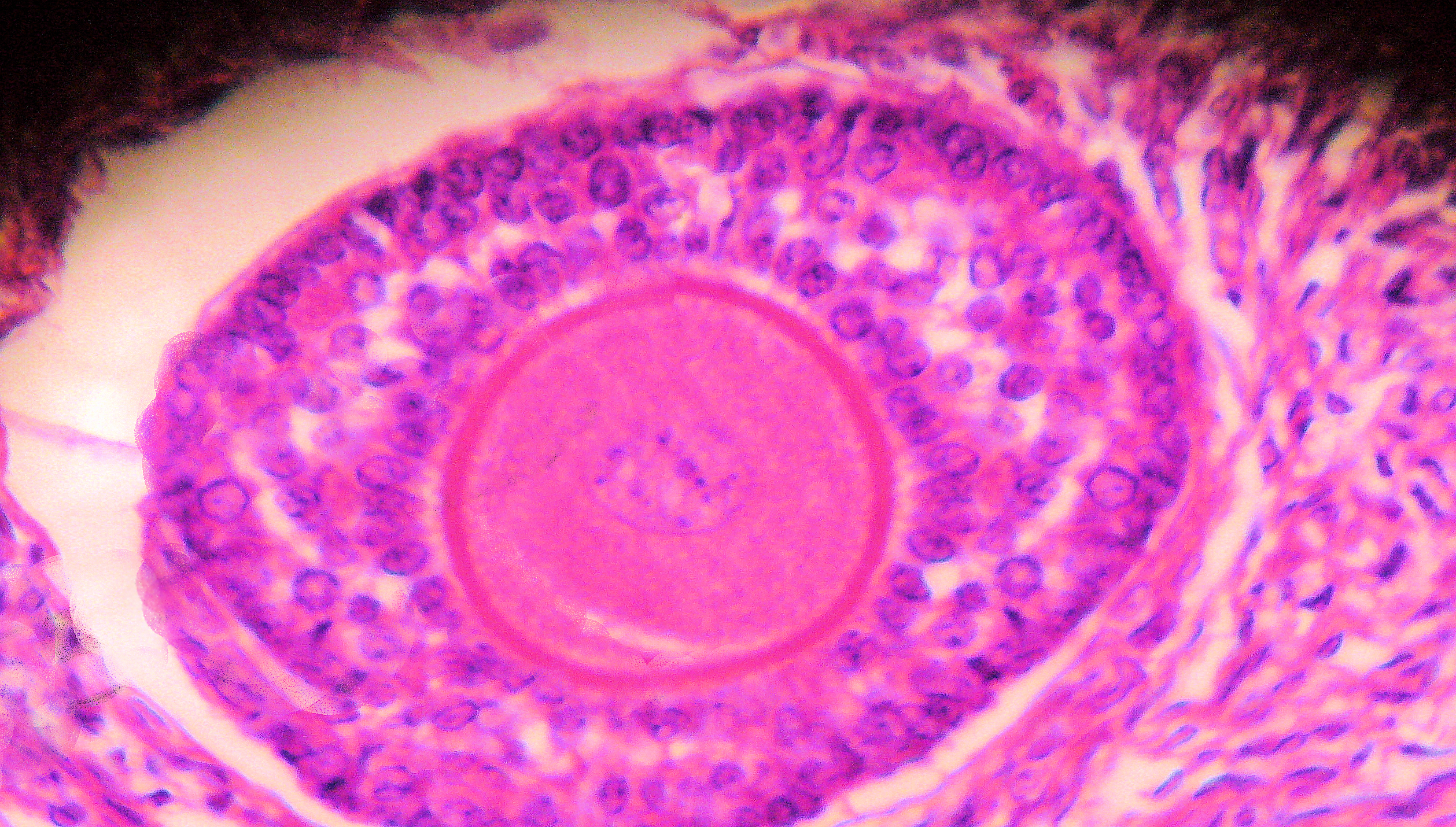
Emberi ovariális tüsző (a mutató a petesejtre mutat)

## Tüszők és follikulus atrézia
Egy-egy petefészekben több százezer tüsző (folliculi ovarii) van, de számuk az életkorral csökken, mert egy részük tönkremegy (atretizál).  A tüszők  közül havonta (28 naponta; „holdhónaponként”) általában csak egy érik, és reped meg. Ez a peteérés (ovuláció). Minthogy a nő termékenységi időszaka általában 12 éves körüli kortól (az első tüszőrepedéstől, amelyet az első menstruációs vérzés, a menarche követ) többnyire 45–50 éves korig terjed, amikor a tüszőérés és a menstruációs ciklus megszűnik (menopauza). (Mivel az első tüszőrepedés hamarabb történik meg, mint a menstruáció, az első menstruáció előtti kb. két hét során is létrejöhet terhesség!) A több százezer tüsző többszörös biztosítékot jelent, hiszen az említett – ún. generációs – szakaszban mindössze 400–500 tüszőre volna szükség.

## Vérellátás
Igen gazdag vérellátásuk van. Fő érkötegük (arteria és vena ovarica) magasan a hasüregi nagyerekből száll le. Ez azzal függ össze, hogy a petefészek szövettelepe kezdetben ebben a magasságban alakult ki, és csak a későbbi fejlődés során foglalta el kismedencei pozícióját. De ágakat kap a méh verőeréből közvetlenül és a méhkürt verőerén keresztül is. Vénái a verőerek mentén futnak. Emiatt rosszindulatú daganatai a vénákon keresztül is gyorsan képezhetnek távoli áttéteket.

## Nyirokelvezetés
A vérerek mentén.

## Fejlődés
A testüreg (celoma) hátsó hasfali részének egy megvastagodásából (plica genitalis) fejlődnek ki.

## Külső linkek
- Merck Online Medical Library: Female Reproductive System (angolul)
- Blue Histology Archiválva 2010. december 1-i dátummal a Wayback Machine-ben (angolul)
- Petefészek-gyulladás (oophoritis) Archiválva 2017. július 21-i dátummal a Wayback Machine-ben